# Libia Yusti
Libia Yusti de Chatain es una arquitecta colombiana de ascendencia francesa. Su obra se encuentra desarrollada principalmente en la ciudad de Cali, donde es una de las responsables del desarrollo urbano de la ciudad y del inicio de la Arquitectura moderna en esta.

## Biografía

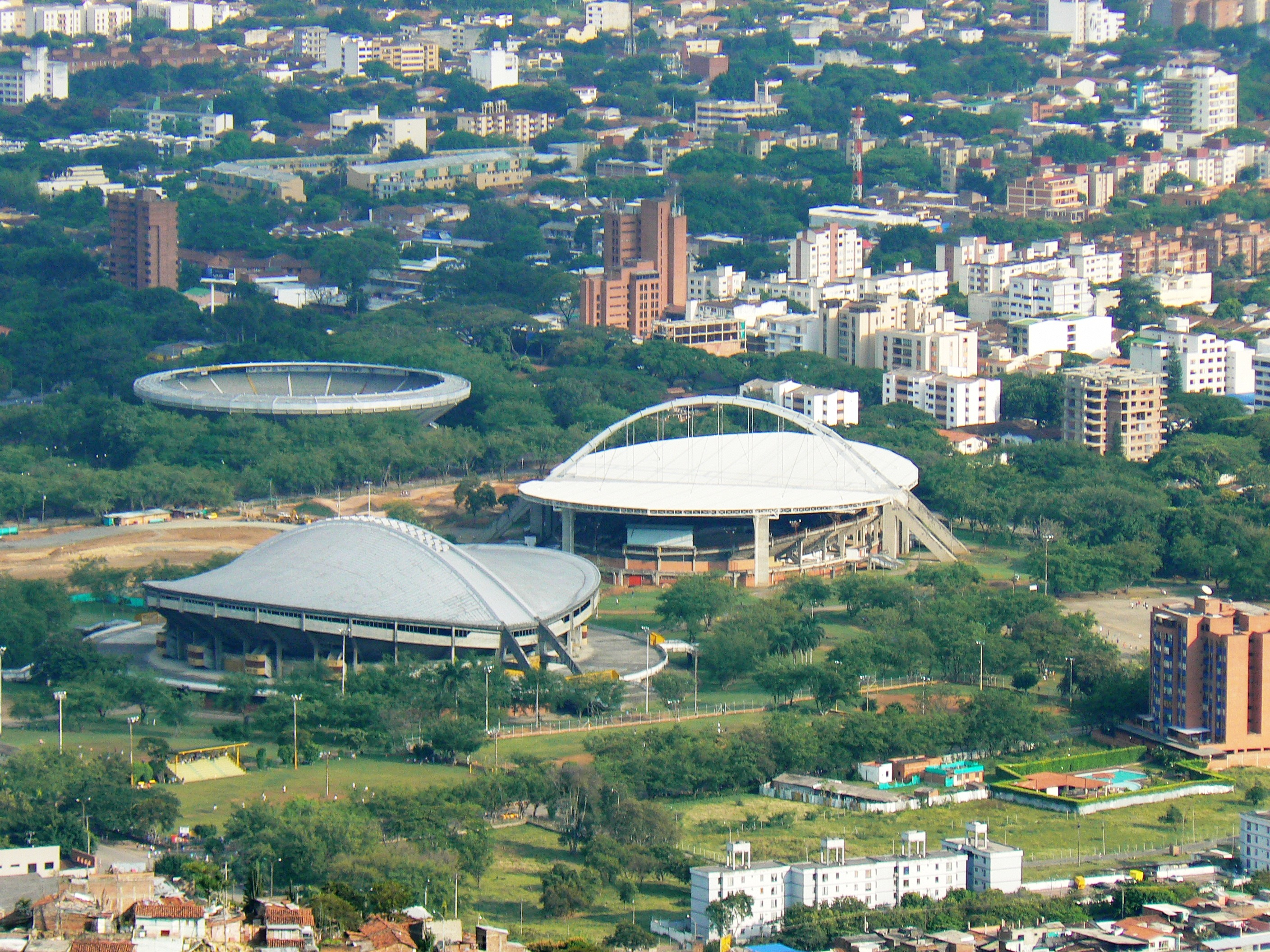
Coliseo El Pueblo y Velódromo

Libia Yusti hace parte de la primera generación de egresados del programa de arquitectura de la Universidad del Valle en 1958. Viajó a Francia durante la posguerra, y conoció los métodos estructurales usados para la reconstrucción de sus ciudades.
Formó junto con el arquitecto Enrique Richardson el estudio Richardson y Yusti, con el cual diseñaron algunos de los recintos deportivos de los Juegos Panamericanos de 1971, destacándose el Velódromo Alcides Nieto Patiño y el Coliseo El Pueblo.